# XO-4
XO-4 é uma estrela situada cerca de 956 anos-luz de distância do Planeta Terra na Constelação de Lince. Ele tem uma magnitude de cerca de 11 e não pode ser visto a olho nu, mas é visível através de um pequeno telescópio.

## Sistema planetário
Tem um planeta na sua orbita, o exoplaneta XO-4b, que é classificado como jupiter quente. Este exoplaneta foi descoberto em 2008 pelo Telescópio XO usando o método de trânsito.